# 達納 (伊利諾伊州)
達納（英語：Dana）是位於美國伊利諾伊州拉薩爾縣的一個村落。

## 地理
達納的座標為40°57′23″N 88°57′00″W / 40.95639°N 88.95000°W，而該地最高點為海拔高度205米（即673英尺）。

## 人口
根據2010年美國人口普查的數據，達納的面積為0.57平方千米，當中陸地面積為0.57平方千米，而水域面積為0.00平方千米。當地共有人口159人，而人口密度為每平方千米278人。